# Акадія (національний парк)
Національний парк Акадія (англ. Acadia National Park) — національний парк США, що включає велику частину острова Маунт-Дезерт і прилеглі малі острови поблизу атлантичного узбережжя штату Мен. Територія парку включає гори, озера, ліси і океанське узбережжя. Крім острова Маунт-Дезерт, парк включає також більшу частину Іль-о-О, невеликого острівця на південному заході від Маунт-Дезерт, і частину сусіднього острова Бейкер, а також кілька ділянок на півострові Скудік, що примикає до острова Маунт-Дезерт. Загальна площа парку 191,8 км², з них 123 км² на острові Маунт-Дезерт. Розташоване на острові місто Бар-Харбор не входить до складу національного парку.

## Історія

### До створення парку
Археологічні дані показують, що острів Маунт-Дезерт був заселений вже 6000 років тому. В історичний час тут жили індіанці вабанакі, які займалися полюванням і рибальством. Перший контакт з європейцями стався 5 вересня 1604 року, коли на острові висадилися французька експедиція під командуванням Самюеля де Шамплена, згодом засновника перших поселень французької Канади. З 1613 року острів виявився на нічийній землі між французькою Канадою та англійською Массачусетсом, і протягом 150 років використовувався тільки як навігаційний орієнтир. У 1688 році француз Антуан Ломе (відомий також як де Ламот-Кадильяк) отримав в уряду в оренду землі вздовж узбережжя Мена, включаючи весь острів Маунт-Дезерт, але незабаром відмовився від ідеї побудувати там феодальну державу. Пізніше він став засновником Детройта.

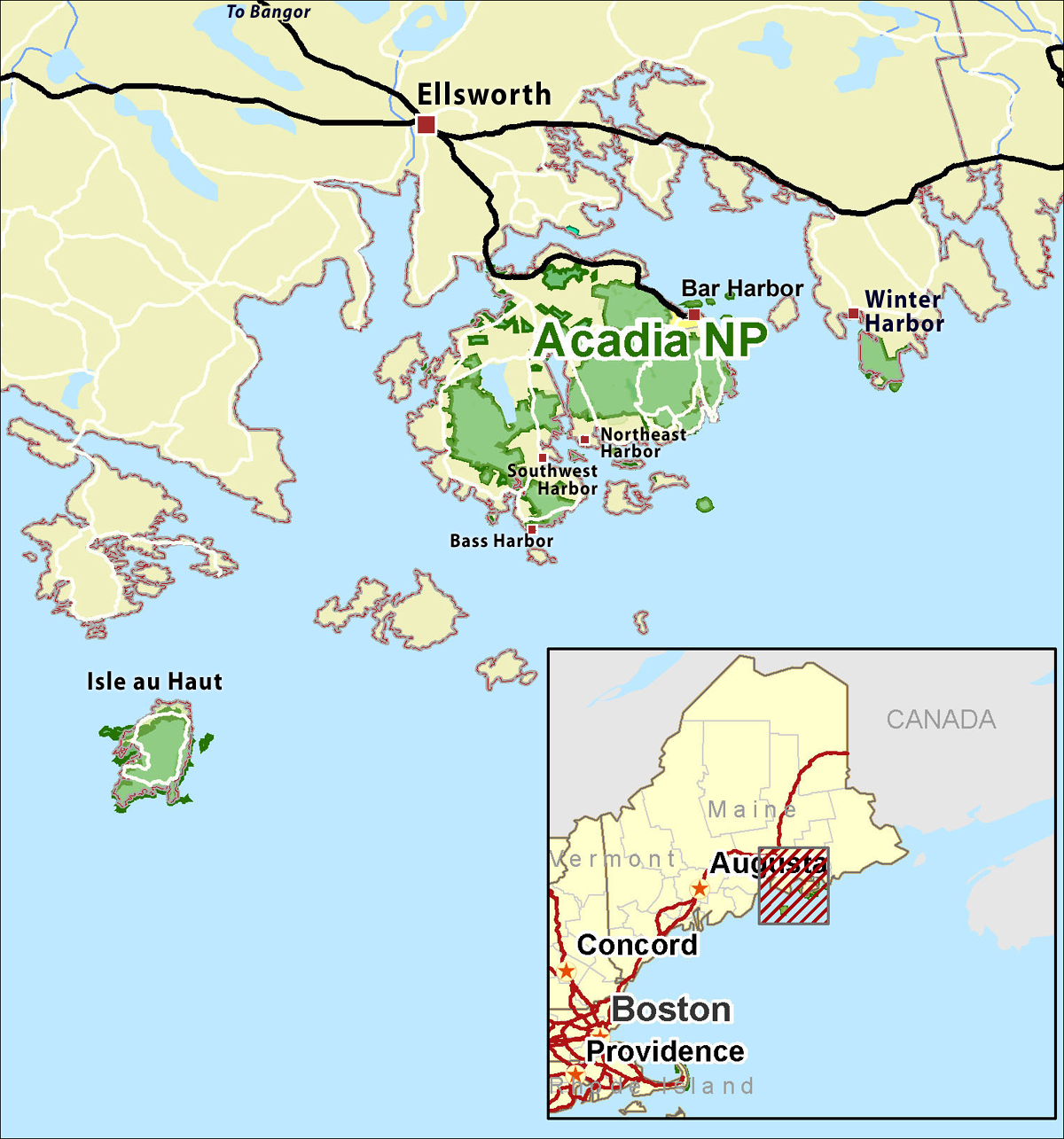
Карта парку

У 1759 році британські війська остаточно знищили французьку присутність на узбережжі штату Мен, і все узбережжя виявилося відкритим для заселення. Губернатор Массачусетсу Френсіс Бернард отримав острів Маунт-Дезерт в концесію від британської монархії і в 1760 році запропонував землю для безкоштовної роздачі переселенцям. Дві перших сім'ї, постійно оселилися на острові, були сім'ями Абрахама Соумса і Джеймса Річардсона. Після війни за незалежність Бернард втратив права на острів, і новий уряд США передав західну частину острова Маунт-Дезерт його синові, Джону Бернарду, а східну — Марії Терез де Грегуар, внучці Каділлака. Обидва власника швидко продали свої землі. У XIX столітті збільшився потік переселенців на острів. Основними заняттями жителів були сільське господарство і рибальство. В середині століття острів став популярний серед художників, особливо пейзажистів школи Гудзона, в тому числі Томаса Коула і Фредеріка Черча, цінував красу острова. До 1880-х років острів перетворюється на популярне місце відпочинку городян, багато ферм було продано і перетворено в літні дачі. У 1880 році на острові діяли 30 готелів, а туризм був головним джерелом доходу. На острові проводили літо сім'ї Рокфеллерів, Морганів, Вандербілтів, Фордів, Карнегі. Це положення закінчилося лише з Великою депресією, а в 1947 році пожежа знищила більшу частину вілл.
З початку XX століття прихильники консервації земель і перетворення їх в природоохоронну зону, на чолі з Чарльзом Дорром, організували Товариство округу Хенкок громадських земель (англ. Hancock County Trustees of Public Reservations). До 1913 році товариство викупило 6000 акрів (близько 25 км²) землі і запропонувало передати її федеральному уряду.

### Після створення парку
Парк був створений за указом президента Вудро Вільсона 8 липня 1916 року як національний монумент Сьєр-Демонт. Чарльз Дорр став першим суперінтендантом парку. З моменту створення і по теперішній час парк перебував під управлінням Служби національних парків США. 26 лютого 1919 року національний монумент був перетворений у національний парк Lafayette (в честь маркіза де Лафайєта, учасника війни за незалежність США). Парк отримав сучасну назву — Національний парк Акадія — 19 січня 1929 року.
З 1915 по 1933 рік на гроші Джона Рокфеллера на острові Маунт-Дезерт була спроектована і побудована мережа гравійних доріг загальною довжиною близько 50 км, що включає 17 гранітних мостів. Практично вся ця мережа використовується донині.
17 жовтня 1947 року відбулася катастрофічна пожежа, внаслідок якої вигоріло 40 км² лісу. Пожежа була однією з багатьох, що відбулися в штаті Мен сухим літом 1947 року. Вогонь гасили протягом декількох днів; були задіяні сили берегової охорони, флоту, армії, місцевих жителів і зібраних з усієї країни співробітників Служби національних парків. Істотна частина коштів, витрачених на відновлення парку, була пожертвувана сім'єю Рокфеллерів.

## Геологія та географія

### Геологія
Національний парк Акадія є типовою частиною берегового пейзажу Мена, що виник в результаті руйнування гірського хребта, що йшов уздовж сучасного узбережжя, льодовиком, в результаті танення якого утворилася затока Мен. Результатом діяльності льодовика є фіорд Соумс-Саунд, єдиний фіорд на Атлантичному узбережжі США.
Припливна смуга становить від трьох до чотирьох метрів. Більша частина узбережжя скельна, але зустрічаються кам'янисті і навіть піщані пляжі.
У парку іноді відбуваються землетруси, але вони відносно рідкі. З 1747 по 1992 рік відбулося всього 507 землетрусів.
Так, 2 жовтня 2006 року на території парку стався землетрус магнітудою 4,2. Епіцентр був розташований в Атлантичному океані. Деякі стежки і дороги були завалені камінням і тимчасово закриті.

### Клімат

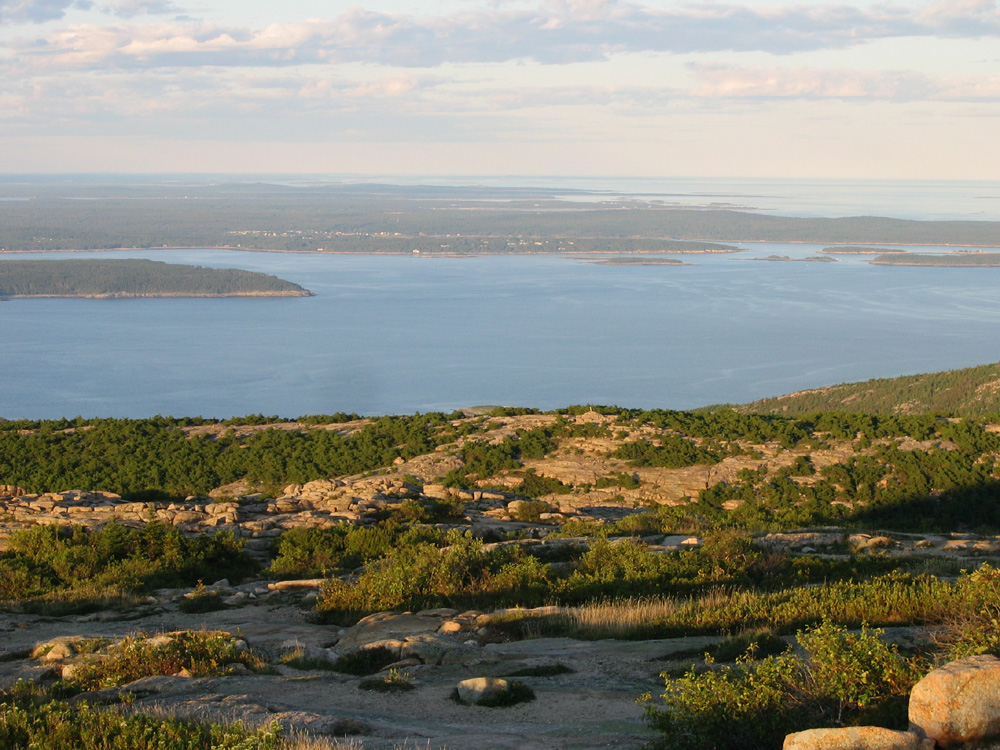
Вид з вершини гори Каділлак на острові Маунт-Дезерт.

Клімат парку є більш помірним, ніж в інших частинах північної Нової Англії. 135 см опадів рівномірно розподілені протягом року. Температура може варіювати від -20 градусів взимку до +30 градусів влітку. Взимку випадає сніг, але часто тане при потепліннях. Взимку і ранньою весною часті сніжні бурі, і практично кожен місяць йдуть дощі. У парку часто лягає туман, найбільш ймовірно це в червні. Пізньої осені і взимку трапляються сильні вітри, які переходять в штормові. Іноді через регіон проходять урагани.
У національному парку з 1 листопада по 15 квітня офіційно вважається зимовим сезоном, коли більша частина туристичних доріг та інших об'єктів інфраструктури закрита.

### Природні зони та екосистеми
Незважаючи на невелику площу, національний парк Акадія містить кілька різних видів природних ландшафтів: гори, озера і ставки, ліси, береги і пляжі, болота та інші території, періодично заливаються водою.

#### Гори
Весь центр острова зайнятий горами, з яких найвищою є гора Каділлак (466 м). Це не найсхідніша точка США, але через висоту гори вона отримує восени і взимку перші промені сонця раніше за будь-які інші точки США. Всі гори тектонічного і вулканічного походження, пізніше вирівняні льодовиком. Гори на острові Маунт-Дезерт вкриті ялиновими і сосновими лісами. На вершину гори Каділлак, єдиною з усіх, веде автомобільна дорога, закрита в зимовий сезон.
- Гора Кадилак (колишня Грін) — висота[8] 466 м;
- Сарджент — 418;
- Дорр (колишня Флаїнг-Скадрон) — 387;
- Пімітік — 380;
- Пінобскот (колишня Джордан) — 364;
- Бернард — 326;
- Шамплен (колишня Ньюпорт) — 322;
- Гілмор — 316;
- Болд — 297;
- Менселл — 289;
- Сідар-Суомп — 287;
- Паркмен (колишня Літтл-Браун) — 287;
- Норт-Бабл — 266;
- Норумбега (колишня Браун) — 260;
- Біч — 256;
- Саут-Бабл — 233;
- Югено-Хед — 223;
- Макфарленд — 221;
- Тріад — 212;
- Акадія (колишня Робінсон) — 208;
- Янгз — 207;
- Сент-Савер (колишня Дог) — 207;
- Дей — 177;
- Горем — 160;
- Біхайв — 158;
- Флаїнг — 87.

#### Ліси

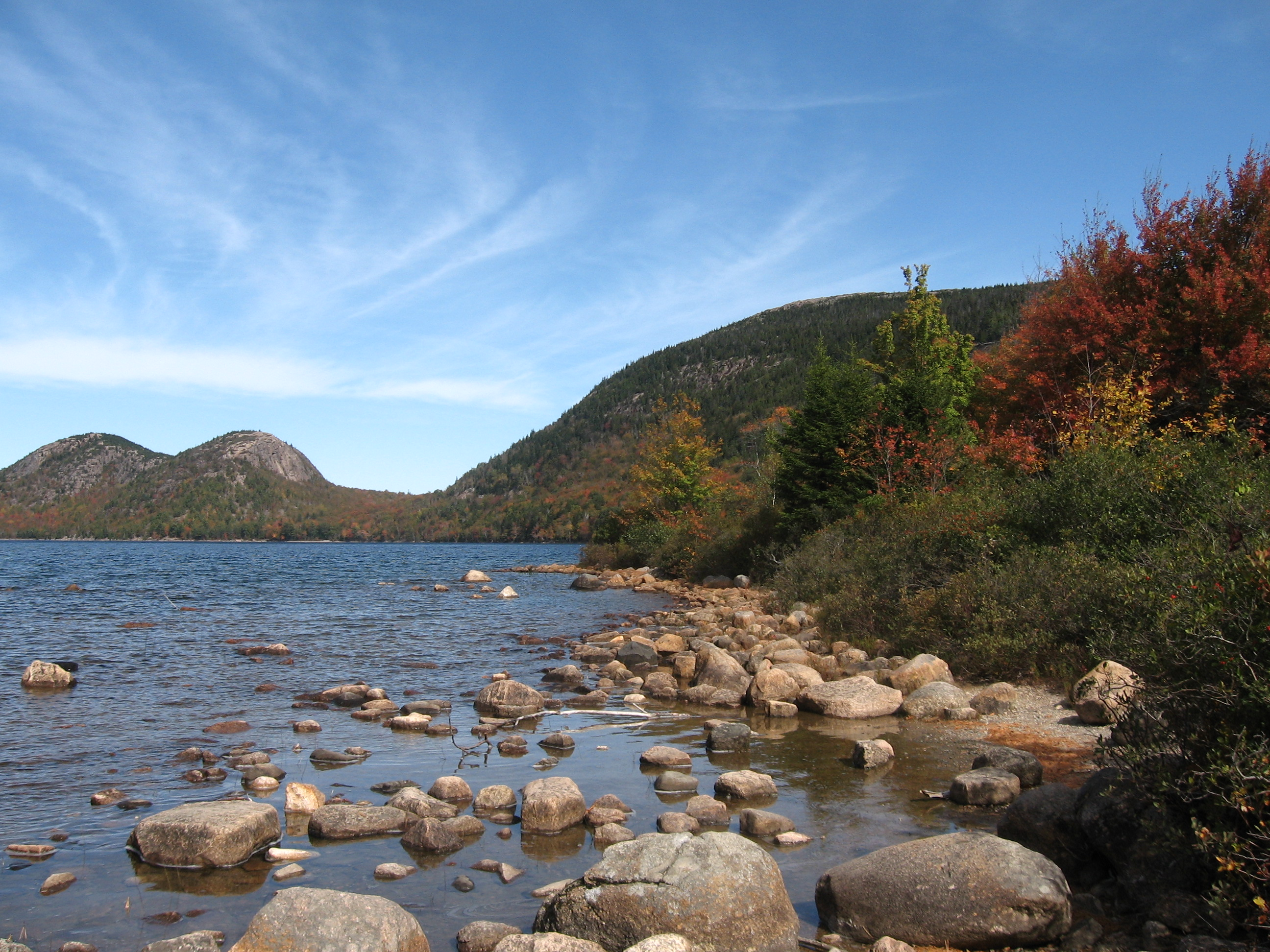
Озеро Джордан

Парк знаходиться в перехідній зоні між північними хвойними і південними широколистяними лісами. Більша частина території вкрита ялицево-сосновими лісами, що відображає північний вплив. Окремо зустрічаються гаї типових для Нової Англії листяних дерев — бука, дуба, клена та інших. На північному сході парку знаходяться кілька унікальних, ізольованих гаїв: сосни (англ. pitch pine) і карликового дуба (англ. scrub oak), які не ростуть на північ Акадії. На півдні сосна Банкса англ. Jack Pine доходить до південної межі свого поширення, вона не росте південніше Акадії. Більша частина лісу відбудовувалася після пожежі 1947 року і, тим самим, зараз має вік близько 50 років; листяні дерева, такі, як береза і тополя, набули більшого поширення, ніж до пожежі, за рахунок повільноростучих хвойних порід.

#### Озера
Озера займають площу 1052 га, що становить 7,4 % площі парку. Безпосередньо в парку і на прилеглій території розташовані 14 Великих Ставків (англ. Great Ponds), кожен площею не менше 4 гектарів, і 10 озер меншого розміру. Деякі з них мають глибину більше 30 м. Нижче представлений список Великих Ставків на території парку.
1. Джордан-Понд — глибина 46 м;
2. Лонг-Понд — 34 м;
3. Голок-Лейк — 34 м;
4. Ейко-Лейк — 20 м;
5. Лонг-Понд (острів Іль-о-О) — 18 м;
6. Сіл-Ков-Понд — 13 м;
7. Лоуер-Хедлок-Понд — 12 м;
8. Бабл-Понд — 12 м;
9. Аппер-Хедлок-Понд — 11 м;
10. Вітч-Хоул-Понд — 10 м;
11. Хогдон-Понд — 7 м;
12. Раунд-Понт — 6 м;
13. Лейк-Вуд — 3 м;
14. Ант-Бетті-Понд — 2 м.

### Фауна
У парку водяться кілька десятків видів ссавців, в тому числі койот, лисиця, єнот, видра, віргінський олень, заєць, шість видів кажанів (два з них спостерігають у парку практично щодня), кілька видів гризунів (голкошерст, лісовий бабак, три види вивірок, бурундук, бобер (поголів'я відновлено в 1921 році), кілька видів мишей і полівок), шість видів кротів. Періодично в парку спостерігають великих тварин, як, наприклад, лось, ведмідь і руда рись. Колись на острові водилися пума і вовк. Передбачається, що вони пішли на континент через збільшення масштабів людської діяльності і відповідного зменшення кількості складових їх їжу дрібних ссавців. В океані зустрічаються кити і дельфіни; часто спостерігають звичайного тюленя.
Зустрічаються також амфібії (жаби і саламандри) і рептилії (чотири види змій і два види черепах). В озерах і струмках зустрічаються 28 видів риб, з яких 15 вважаються традиційно мешкали тут, а решта — занесеними.
У парку спостерігали 338 видів птахів. У 1984 році парк почав відновлення поголів'я сапсанів, які не з'являлися тут з 1956 року і в 1960-х роках перебували в США на межі вимирання.

### Міста і населені пункти
Найбільший населений пункт, місто Бар-Харбор, розташоване в північно-східній частині острова Маунт-Дезерт. Саутуест-Харбор, на західній стороні фіорду Соумс-Саунд, являє собою місто рибалок і кораблебудівників з найбільшим цілорічним населенням на острові. Нортіст-Харбор, на східній стороні фіорду, складається з приватних котеджів. Місто Тремонт, в якому розташований маяк Басс-Харбор-Хед, знаходиться на південному краю острова, найвіддаленішої від туристичної інфраструктури парку. Всі ці міста знаходяться за межами Національного Парку Акадія.

## Туризм та інфраструктура
У 2004 році в парку працювало 100 службовців на постійній основі. Додатково 130 службовців були найняті для тимчасової роботи в літні місяці. Головою парку є суперінтендант.
Національний парк Акадія відвідують більше двох мільйонів туристів в рік, він замикає десятку найвідвідуваніших національних парків США. Середня тривалість візиту становить 3-4 дні. В'їзд в парк платний; у 2008 році пропуск коштував 20 доларів США на машину і діяв тиждень.
На території парку розташовані два кемпінги. У парку немає готелів, але вони в достатній кількості є на острові Маунт-Дезерт, насамперед у Бар-Харбор. Для відвідувачів парку прокладені 201 кілометрів стежок і 72 кілометрів доріг, в основному гравійних. Велика їх частина закрита для відвідування в зимовий період з 1 грудня по 15 квітня. Основу системи доріг становить кільцева дорога довжиною 43 км, також закрита взимку. Крім того, через парк проходять асфальтовані дороги, що з'єднують населені пункти острова. Існують можливості для плавання на байдарках і каное. Популярно також спостереження птахів, у тому числі екскурсії в океан для спостереження за атлантичними тупиками.